# Катериновка (Лебединский район)
Катериновка (укр. Катеринівка) — село,
Катериновский сельский совет,
Лебединский район,
Сумская область,
Украина.
Код КОАТУУ — 5922984601. Население по переписи 2001 года составляло 477 человек .
Является административным центром Катериновского сельского совета, в который, кроме того, входят сёла
Алексеевка,
Великие Луки,
Верхнее,
Грунь и
Степовое.

## Географическое положение
Село Катериновка находится в 2,5 км от правого берега реки Грунь.
На расстоянии до 2-х км расположены сёла Алексеевка, Грунь и Подопригоры.
По селу протекает пересыхающий ручей с запрудой.

## История
- Село Катериновка известно со второй половины XVII века.